# カードでちゃくしん!たまごっち!
『カードでちゃくしん!たまごっち!』は、カードを読み込ませて遊ぶデータカードダスの一つ。テレビアニメ版「たまごっち!」を題材にしている。2010年3月11日より稼働開始。2011年10月より『カードでハッピー!たまごっち! たまハートコレクション』にリニューアル。2012年12月12日稼働終了。後継機は同年12月13日稼働のたまごっちリズム TamaRiz

## 特徴
たまごっちとふしぎな絵本以来のたまごっちのデータカードダス作品。システムが従来シリーズとは完全に一新されており、キャラクターデザインがアニメに準じる物となった。今までのカードを使うことができなくなっている。
DCDシリーズの大半はゲーム映像がCG（一部アニメのものもある）だが、本シリーズの映像はアニメのみでCG映像が使われていない（ちなみに、過去のたまごっちDCDシリーズも同様であった）。
また、『ふたりであそぶ』の機能もない。
カードでハッピー!たまごっち!からは受話器を模した機器がマイク部分の無いものに交換された。
2012年7月の下旬よりデータカードダスアプリの配信が開始され、第5弾からデータカードダスアプリ対応の物になった。

## 遊び方
カードでちゃくしん!たまごっち!
100円玉を入れると、カードが1枚出てくる。電話をかけるたまごっちのアドレスカードをスキャンして、そのたまごっちと会話をする。もう一枚アドレスカードをスキャンするとたまともを呼べる。カードに書かれたミニゲームも遊べる。
カードでハッピー!たまごっち! たまハートコレクション
100円玉を入れると、カードが1枚出てくる。ラブリっち・メロディっちと電話で話すことができる。プレイヤーカード1枚とたまハートカード2枚をスキャンして、3つのミニゲームのうち2つを遊ぶことができる。

## バージョン

### カードでちゃくしん!たまごっち!
- 1だん たまともだいしゅーごー!

2010年3月11日より稼動。全45種。
キャラクターはアニメ版でおなじみのまめっち、めめっち、くちぱっちや、新登場のラブリっち（ラブリン）を中心としている。
- 2だん ヒーロー＆ヒロインだいへんしーん!

2010年5月13日より稼動。全47種。
まめっちがゴッチマンのコスチューム、くちぱっちがぱっちマンになったりしたものが登場。ゴッチマンと敵役のブラックハットも登場する。
- 3だん とこなつだいぼうけん!

2010年7月15日より稼動。全47種。
たまごっちコンテストに登場したとこなつ島の親子、テルリン、キャプテンまめっちなどが登場。2枚のカードをスキャンする「特別なごっちカンケー」と「ドキドキプレゼントルーレット」が登場。また新ゲーム「ザクザクたからさがし」と「とこなつ◎たねとばし!」が登場し9種類となった。
- 4だん ノリノリだいぱーてぃー☆

2010年9月16日に稼動。全47種。
キャラクターはメロディっち、こがらしっち、ウィンディっち、イケメンっちが登場。メロディっちはテレビアニメ「たまごっち！」に2010年9月20日の放送より登場。
ゲームは、「ノリノリ♪おんがくかい」と「パンプキンミントン」が登場
- 5だん キラキラだいぱれーど☆

2010年11月18日に稼動。裏側がキラキラシールになっているシールプラカード登場。
- 6だん まふゆのだいりょこ→

2011年1月20日に稼動。ねむっち初登場。防寒コートを着たカードでミニゲーム「とこふゆ＊ゆきだまあて!」が遊べるようになる。
- 7だん もっと↑↑たまともだいしょーかい

2011年3月17日に稼動。もりりっちデザインのたまもりカード登場。2色キラの「もりらっきー」カード登場。
- 8だん おニューなたまとも☆とうじょう!

2011年5月19日に稼動。Tamagotchi iDLとカードのパスワードで連動。もりりっちとわたわたっちが登場。
- 9だん よろぴく♥パシャリン

2011年7月14日に稼動。パシャリンが登場。
- 10だん たまごっちタウンにたまともしゅーごー!

2011年9月8日に稼動。

### カードでハッピー!たまごっち! たまハートコレクション
- 1弾 ハートコレクト!

2011年10月27日に稼動。カードはたまプロフィとも連動。
『カードでちゃくしん!』のアドレスカードはプレイヤーカードに読み替えられる。
- 2弾 きずなっちなのじゃ!

2012年1月19日に稼動。きずなっちがカードとして初登場。
- 3弾 ギガキュンなスペシャルコンボまつり♥

2012年3月15日に稼動。ひめスペっちがカードで初登場。
- 4弾 神秘のいずみでハートコレクト!

2012年5月17日に稼動。
- 5弾 いーっぱいハートコレクト!

2012年7月19日に稼動。
神秘のプレートのカードが全て登場する。無印第143話で登場するきずなっちの進化後の姿がカードとして初登場。
- 6弾 ゆめキラスキャン★

2012年9月13日に稼動。
ゆめみっちとキラリっちがカードとして初登場。たまハートカードでは、第2期のゆめキラドリームのキャラが登場する。

## 登場たまとも

### カードでちゃくしん!たまごっち!
- 1だん - まめっち、ラブリン、ラブリっち、くちばっち、めめっち、ききっち、ちゃまめっち、くろまめっち、まきこ、ござるっち、ふらわっち、スペイシー・ブラザーズ（スペイシーっち、アカスペっち、ピポスペっち）、ハピハピっち、うわさっち、GOTCHIMAN、うらないっち、たまこ姫たまここ姫、たまひこ王子、ごっち大王、いもっち、タコウィンナーっち、エコうさっち、やったっち、おやじっち
- 2だん - ラブリンGOTCHIMANver.、まめGOTCHIMAN、ぱっちマン、ござるっち、ブラックハット、初代ごっち大王、初代たまこ姫、おじっち、おトキっち
- 3だん - キャプテンまめっち、あんパン刑事、怪盗パピヨン、テルリン、とこなっち、タネタメハ大王、まめまめっち、ダークフラワーX
- 4だん - メロディっち、まめっちヴァンパイア、ハピハピっちコウモリ、シスターラブリン、ウィンディっち、こがらしっち、イケメンっち、メカくちばっち
- 5だん - いもっち、ひめっち、あつあつっち、さぶさぶっち、やんぐまめっち、レインボーそりっち、サンラクロっち、アカハナっち、ねくたいっち、
- 6だん - ラブリン姫、まめの介、くちばっち家老、ねむっち、くのいっち、ツララ女王、しもや※ケン、がまのすけ
- 7だん - 地獄プリンセス
- 8だん - もりりっち、わたわたっち、ぱぱぱっち、
- 9だん - パシャリン
- 10だん - プリンセスラブリー、メロディひめ、ぱっちザウルス、デビ★デビルめめっち、地獄クイーン、まじょっこフラワー、レポレポうさわっち、メタルくろまめっち、武者ござるっち、ハピちゃまっち、キングききっち

### カードでハッピー!たまごっち! たまハートコレクション
- 1弾 - まめっち、ラブリっち、メロディっち、くちばっち、めめっち、もりりっち、まきこ、ふらわっち、うわさっち、わたわたっち、くろまめっち、ござるっち、スペイシーっち、まめっち、ハピハピっち、テルリン、パシャリン、ごっち大王、たまご姫、ひめっち、いもっち、まめGOTCHIMAN、ラブリンGOTCHIMAN、ぱっちマン、あんパン刑事、ハピハピっちコウモリ、くちぱっち家老、GOTCHIMAN、怪盗パピヨン、くのいっち
- 2弾 - きずなっち、ゴーグルまめっち、ちゃまめっち、ききっち、おやじっち、おじっち、おトキっち、ねくたいっち、イケメンっち、たまひこ王子、ひめスペっち
- 3弾 - ラブリン姫、うらないっち、スパイシー・ブラザーズ